# Rumours
Rumours (с англ. — «Слухи») — одиннадцатый студийный альбом британско-американской рок-группы Fleetwood Mac, выпущенный 4 февраля 1977 года на лейбле Warner Bros. Большая часть пластинки была записана в течение 1976 года, её продюсированием занималась сама группа совместно с Кеном Кэйлаттом и Ричардом Дешатом. В поддержку диска были выпущены четыре сингла: «Go Your Own Way», «Dreams», «Don’t Stop» и «You Make Loving Fun». Rumours стал самым успешным альбомом Fleetwood Mac: в 1978 году он был отмечен премией «Грэмми» в номинации «Альбом года», а его продажи составили более 40 миллионов копий по всему миру — один из самых высоких показателей в истории звукозаписи.
Группа намеревалась развить успех, начатый с выпуском их предыдущего диска — Fleetwood Mac, но оказалась на грани распада ещё до начала записи пластинки. Сессии проходили в непростой атмосфере: музыканты демонстрировали гедонистическое поведение и вели борьбу между собой, пытаясь «перетянуть одеяло» на себя; эти события оставили отпечаток на содержании лирики альбома. В музыкальном плане диск был отмечен влиянием поп-музыки, в композициях использовались комбинации акустических и электроинструментов. По окончании записи Fleetwood Mac отправились в мировое турне.
Rumours был тепло встречен критиками; альбом хвалили за качество записи и вокальные гармонии, которые зачастую строились на взаимодействии между тремя солистами. Rumours стал источником вдохновения для музыкантов из разных жанров. Многие публицисты считают этот альбом лучшей работой Fleetwood Mac, он также фигурирует во многих профильных списках «лучших альбомов 70-х» и «лучших альбомов всех времён». В 2004 году лонгплей был переиздан, новая версия включала в себя дополнительные треки, а также бонусный диск с демо-материалом, записанный во время сессий. В 2014 году компания Warner Brothers выпустила трёхдисковую версию альбома, который включал дополнительный диск с концертом 1977 года.

## Предыстория
В июле 1975 года группа выпустила свой одноимённый десятый альбом. Диск был коммерчески успешен и достиг верхней строчки чарта Billboard в 1976 году, самый большой хит пластинки — композиция «Rhiannon» — обеспечил постоянную ротацию группы на радиостанциях. В это время состав Fleetwood Mac состоял из гитариста и вокалиста Линдси Бакингема, барабанщика Мика Флитвуда, клавишника и вокалистки Кристин Макви, басиста Джона Макви и вокалистки Стиви Никс. После шести месяцев беспрерывных гастролей чета Макви развелась, поставив точку в восьмилетнем браке. После развода бывшие супруги практически перестали общаться друг с другом, обсуждая только музыкальные вопросы. В свою очередь, у Бакингема и Никс — которые присоединились к группе в 1975 году (незадолго до записи Fleetwood Mac) после ухода гитариста Боба Уэлча — был бурный роман, в ходе которого пара несколько раз сходилась и расходилась, из-за этого между ними часто возникали перепалки. Их ссоры оставались «за дверью» только во время совместной работы над песнями. Мик Флитвуд также был дезориентирован проблемами в личной жизни, после того как узнал, что его жена Дженни изменяет ему с лучшим другом.
Интерес СМИ к личной жизни музыкантов стал следствием публикации нескольких газетных уток. Так, в газетах было напечатано, что Кристина Макви попала в больницу с серьёзным заболеванием, а Бакингем и Никс были объявлены родителями дочери Флитвуда — Люси после публикации их совместной фотографии. Также пресса распространяла слухи о возвращении бывших членов группы Питера Грина, Дэнни Кирвена и Джереми Спенсера для проведения юбилейного туре. Вопреки сообщениям в газетах, группа не намеревалась менять свой состав, хотя у музыкантов не было достаточно времени, чтобы попытаться наладить отношения между собой перед записью нового диска. Флитвуд отметил «колоссальные эмоциональные жертвы», на которые пришлось пойти участникам коллектива только для того, чтобы собраться в студии всем вместе. В начале 1976 года Fleetwood Mac сочинили несколько новых треков, пребывая во Флориде. Основатели группы — Флитвуд и Джон Макви — решили отказаться от услуг своего предыдущего продюсера Кита Олсена, потому что, по их мнению, он не уделял должного внимания ритм-секции. После этого они сформировали компанию Seedy Management, призванную представлять интересы группы.

## Запись

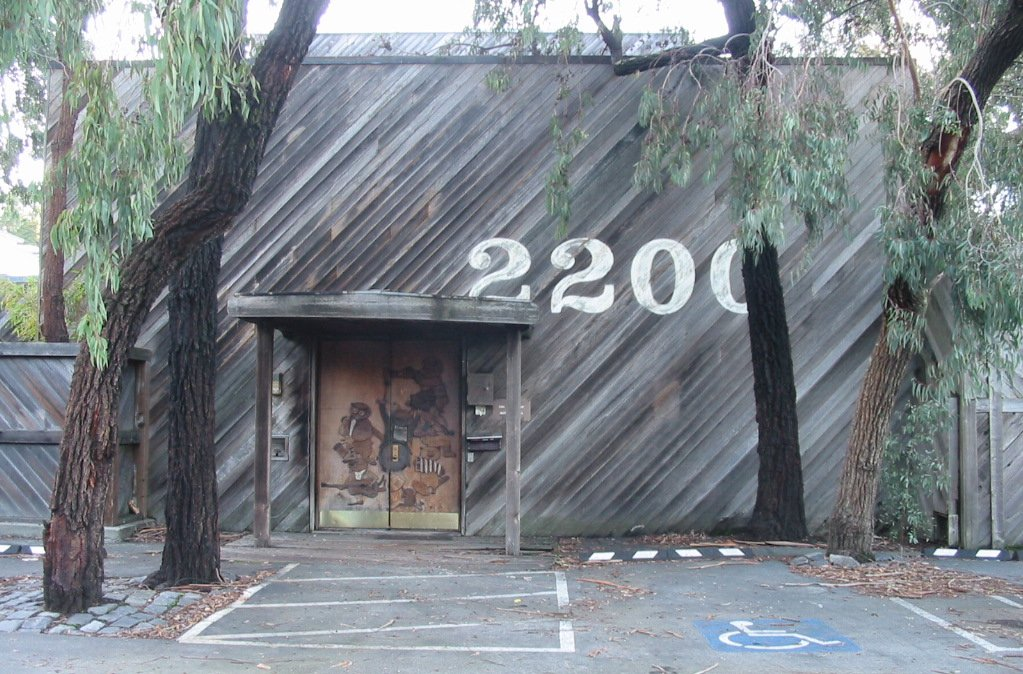
Бо́льшая часть альбома была записана на студии Record Plant

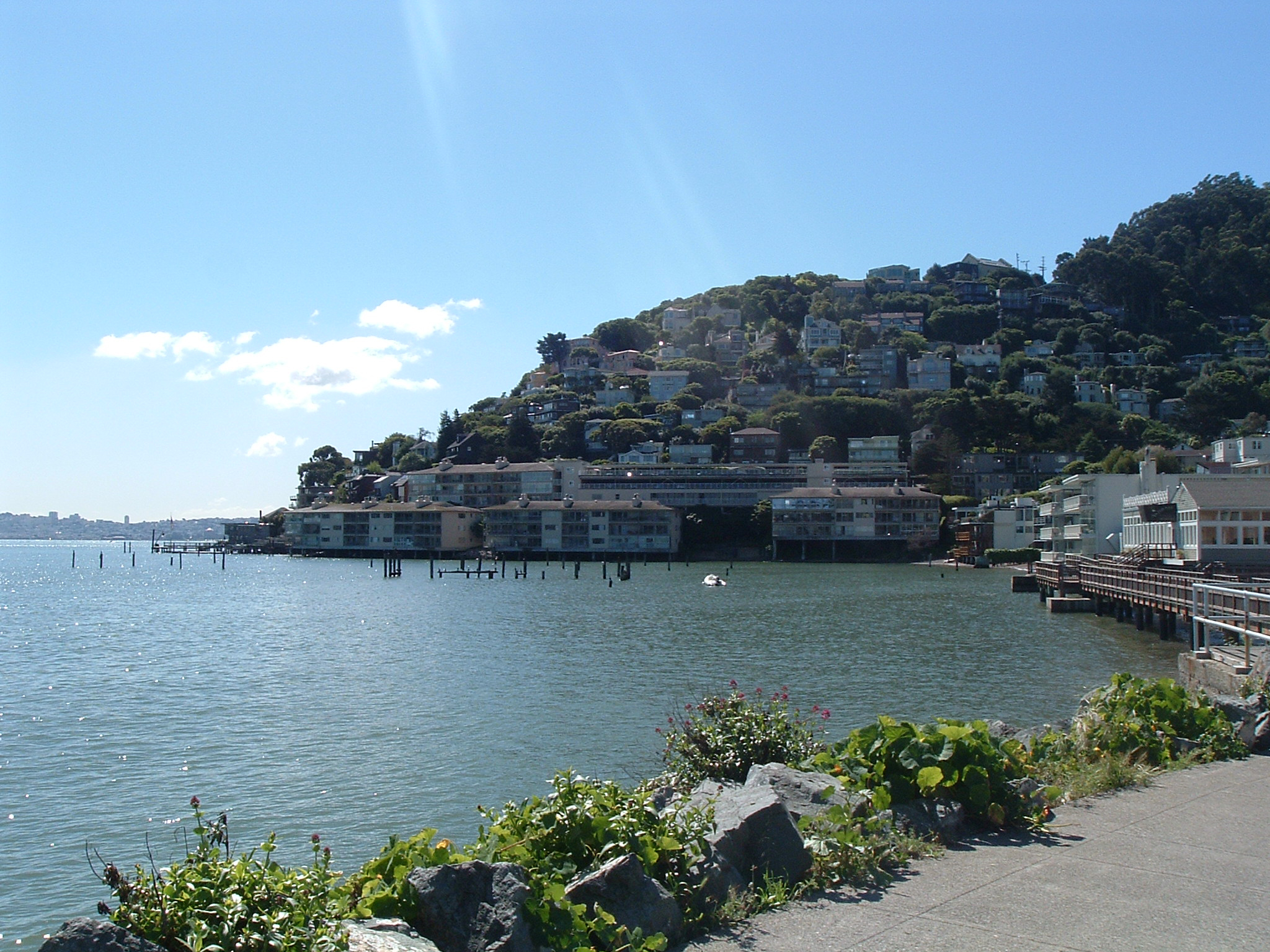
Женская половина группы проживала в кондоминиуме на территории городской гавани, в то время как мужской контингент остался в жилом домике при студии

В феврале 1976 года Fleetwood Mac собрались на студии Record Plant в городе Саусалито, штат Калифорния, вместе со звукоинженерами Кеном Кэйлаттом и Ричардом Дешатом. Производственные обязанности были разделены на троих, в то время как более технически подкованный Кэйлатт отвечал за бо́льшую часть звукового оборудования; он специально взял отпуск, чтобы поработать там, где изъявили желание музыканты Fleetwood Mac. Студия представляла собой большое деревянное здание без окон, в котором располагалось несколько комнат для записи. Большинство членов группы было недовольно этим помещением и выражало желание записываться непосредственно у себя «на дому», но Флитвуд был категорически против этого. Кристина Макви и Никс решили жить в двойном кондоминиуме на территории городской гавани, в то время как мужской контингент группы остался в жилом домике при студии, на соседних холмах. Запись проходила в комнате размером шесть на девять метров, в которой находился 24-трековый рекордер, несколько высокочувствительных микрофонов и микшерный пульт с эквалайзерами 550А; последние были использованы для управления диапазонами частоты или тембра трека. Хотя Кэйлатт был впечатлён оборудованием, он полагал, что «мёртвые динамики» и чрезмерно мощная звукоизоляция негативно влияли на акустические параметры помещения.
На тот момент рабочим названием пластинки было «Yesterday’s Gone». Бакингем взял на себя ответственность за студийные сессии, его целью было записать «поп-альбом». По словам Дешата, в то время как Флитвуд и Макви были мастерами импровизации, гитарист отлично понимал «весь процесс создания записи». В начале работы над альбомом Бакингем и Кристин Макви совместно импровизировали, чтобы создать основные музыкальные структуры для будущей записи. Кристин была единственным музыкантом в группе с классическим музыкальным образованием, она разделяла схожие взгляды с Бакингемом в отношении содержания треков. Когда группа «джемовала», Флитвуд зачастую играл на своей барабанной установке за пределами разделяющей его перегородки, чтобы лучше оценить реакцию продюсеров на его грув. Помимо барабанов, перегородки были расставлены вокруг Джона Макви, который играл на бас-гитаре, разместившись перед Флитвудом. Бакингем располагался недалеко от ритм-секции, в то время как Кристин находилась на достаточном расстоянии от ударных. Кэйлатт и Дешат проработали восемь или девять дней, экспериментируя с различными микрофонами и усилителями, чтобы получить более качественный звук, непосредственно перед записью они настраивали его по своему вкусу на микшерном пульте.
Пока шли студийные сессии, личные отношения между музыкантами продолжали ухудшаться, в свою очередь, это оказывало негативное влияние на атмосферу внутри группы в целом. Участники коллектива не проводили время вместе и даже не общались по окончании ежедневной работы на студии. В тот период отголоски хиппи-культуры всё ещё были сильны в Калифорнии, и достать наркотики не составляло особого труда. Внушительный бюджет записи позволял музыкантам и продюсерам ни в чём себе не отказывать; бессонные ночи и постоянное употребление кокаина прошли лейтмотивом через бо́льшую часть работы над альбомом. Крис Стоун, один из владельцев Record Plant, вспоминал, что в период этих долгих и чрезвычайно дорогих сессий «излишества группы били через край» и что «группа заявлялась в 7 вечера, кутила до 1—2 часов ночи, а затем, когда они были уже измотаны вусмерть, музыканты принимались за работу».
По мнению Никс, Fleetwood Mac создавали свою лучшую музыку, работая в сложных условиях, а по словам Бакингема, напряжённость в отношениях между музыкантами «насыщала» процесс записи и привела к «значительно большему результату, нежели просто сумма её частей». Совместное творчество Бакингема и Никс имело форму «любовь-ненависть», так как пара окончательно рассталась по ходу сессий; тем не менее, Бакингем всё ещё мог найти подход к своей бывшей пассии и сделать её треки «максимально красивыми». Вокальные гармонии между Бакингемом, Никс и Кристин Макви звучали на редкость органично, их записывали при помощи лучших студийных микрофонов. Лирический акцент в песнях Никс отлично гармонировал с инструментальными пассажами, что делало их содержание более абстрактным. По мнению Дешата, на всех записях оставались лишь «чистые эмоции и чувства без личной примеси исполнителя… или персонажа песни». Джон Макви, как правило, спорил с Бакингемом по поводу аранжировок песен, но позже оба признали, что в итоге достигли хороших результатов. По мнению Кэйлатта, в композиции Кристин Макви «Songbird» было необходимо добавить атмосферу концертного зала, и в итоге она была записана в ходе ночной сессии в Zellerbach Auditorium, находившейся на другой стороне залива Сан-Франциско в Беркли.
Травма, трав-ма́. Сессии были похожи на ежедневные вечеринки с коктейлями — повсюду люди. Мы закончили тем, что очутились в этих странных больничных палатах. И, конечно, Джон и я были отнюдь не лучшими друзьями.
После двух месяцев работы в Саусалито группа провела десятидневный тур, чтобы отдохнуть от творческого процесса и восстановить связь с фанатами. По окончании концертов запись возобновилась в студиях Лос-Анджелеса, среди которых была и Wally Heider Studios. Кристин Макви и Никс отсутствовали на большинстве этих сессий, вместо этого они дозаписывали оставшиеся вокальные партии. Остальные музыканты Fleetwood Mac вместе с Кэйлаттом и Дешатом работали не покладая рук, чтобы завершить элементы овердаббинга и смикшировать альбом: проблема состояла в том, что записанные в Саусалито ленты были повреждены из-за многократного использования во время сессий — большой и малый барабаны звучали «безжизненно». Намеченные на осень гастроли по США (ожидалось, что они пройдут с аншлагом — были распроданы все билеты) были отменены, и все силы были брошены на завершение альбома. Первоначально выход альбома намечался на сентябрь 1976 года, но в итоге релиз был сдвинут на полгода. Был нанят специалист, который занимался исправлением качества повреждённых лент, используя переменную скорость осциллятора. Он прослушивал материал через наушники (в левом ухе звучала повреждённая запись, а в правом сохранённая мастер-версия) и добивался их оригинальной скорости при помощи хронометража аудиодорожек малого барабана и хай-хэтов. Целью Fleetwood Mac и их сопродюсеров было добиться качества «нефильтрованного» конечного продукта, в котором каждый потенциальный трек мог быть выпущен в качестве сингла. После финальной стадии мастеринга, прослушав композиции «плечом к плечу», члены группы сошлись во мнении, что у них получилось что-то «весьма грандиозное».

## Содержание

### Тематика песен
Основными авторами текстов были Бакингем, Кристин Макви и Никс. Каждый из них работал индивидуально над конкретными песнями, однако иногда они делились материалом друг с другом. «The Chain» является единственным треком, который был плодом сотрудничества всех членов группы, включая Флитвуда и Джона Макви. Все песни пластинки затрагивают тему отношений между людьми, зачастую проблематичных. По словам Кристин Макви, тот факт, что лирика была сконцентрирована на различных расставаниях и разрывах, стал очевидным для них самих уже после записи. В песне «You Make Loving Fun» поётся о бойфренде Кристин — директоре по освещению концертов Fleetwood Mac, они начали встречаться после её расставания с Джоном. Композиция Стиви Никс «Dreams» описывает разрыв отношений, однако сама песня имеет оптимистический характер, в то время как аналогичная по содержанию «Go Your Own Way» Бакингема получилась более пессимистичной. Непродолжительный роман Бакингема с женщиной из Новой Англии послужил вдохновением для сочинения «Never Going Back Again» — песне об иллюзорном, обманчивом ощущении, что печаль никогда не наступит вновь, если ты чувствуешь удовлетворение от своей жизни. Строчка «Been down one time/Been down two times» ссылается на усилия автора убедить женщину дать ему ещё один шанс.
Написанная Кристин Макви «Don’t Stop» — песня об оптимизме. Она отметила, что Бакингем помог ей довести текст «до ума», потому что их личные чувства совпали. Следующий трек Макви — «Songbird» — имеет более философскую лирику о «ни о ком и обо всех» в форме «небольшой молитвы». «Oh Daddy» — последняя песня за авторством Макви — была написана о Мике Флитвуде и его супруге Дженни Бойд, которые возобновили отношения незадолго до этого. Прозвище Флитвуда в группе было «Большой папочка». Макви прокомментировала, что текст имеет иронический оттенок и посвящён управлению Флитвудом группой, так как он вёл группу, никогда не ошибаясь. Никс сочинила последние строчки этой песни — «И я не смогу уйти от тебя, детка / Даже если бы я попытался». Её собственная песня — «Gold Dust Woman» — была вдохновлена Лос-Анджелесом и трудностями, с которыми можно столкнуться в этом мегаполисе. В период гедонистического образа жизни «а-ля рок-звезда» Никс пристрастилась к кокаину, и текст песни обращается к её борьбе с наркотиками и вере в постулат «двигайся дальше».

### Музыка
Музыкальная концепция альбома построена на сочетании акустических и электроинструментов. Гитарные пассажи Бакингема и фортепиано Кристин Макви — родес-пиано фирмы Fender, а также орган Хаммонда B-3 — можно услышать на всех композициях альбома. Зачастую треки содержат подчёркнутый бит ударных и характерную перкуссию (с использованием конги и маракасов). Подобный приём можно услышать в начале песни «Second Hand News», первоначальным названием которой было «Strumme». После ознакомления с композицией «Jive Talkin'» группы Bee Gees Бакингем и coпродюсер Дешат выстроили основу этой песни с помощью четырёх дорожек электрогитары и использования стула в качестве ударного инструмента, чтобы придать ей атмосферу кельтского рока. «Dreams» включают в себя «воздушные переходы» и повторяющийся двухнотный рисунок на бас-гитаре. Никс сочинила песню за один день и исполнила в ней ведущий вокал — группа аккомпанировала ей на инструментах. Третий трек альбома — «Never Going Back Again» (первоначально именовался «Brushes») — характеризует незамысловатая мелодия, сыгранная Бакингемом на акустической гитаре, на фоне бита малого барабана Флитвуда, который использовал только щетки; в дальнейшем группа добавила вокал и дополнительные инструментальные дорожки, чтобы сделать композицию более «слоистой». Вдохновлённая танцевальным тройным шагом «Don’t Stop» содержала как обычное фортепиано, так и специально подготовленные инструменты, в которых колки были сдвинуты в место, где молоточки бьют по струнам, что обеспечивало песне более «ударный» звук. В мелодии «Go Your Own Way» центральным инструментом была гитара, композиция имеет свингующий такт «прямая бочка», вдохновлённый песней «Street Fighting Man» группы The Rolling Stones. Самая медленная песня альбома — «Songbird» — была сочинена исключительно Кристин Макви, во время её записи было использовано девятифутовое фортепьяно фирмы Steinway.
Вторая сторона пластинки начинается песней «The Chain» — одной из самых сложных композиций в музыкальном плане. Первое демо, сочинённое Кристин Макви, называлось «Keep Me There», впоследствии эта песня была сильно отредактирована. Вся группа приняла участие в создании этого трека; Джон Макви сочинил соло в заключительной части песни, используя безладовую бас-гитару. Написанная под вдохновением от ритм-н-блюза «You Make Loving Fun» имеет более простую музыкальную структуру, во время её записи был использован клавинет — особый инструмент, структура его клавишей динамична, особая конструкция молоточкового механизма позволяет достигать эффекта звуковысотного вибрато. Девятый трек альбома — «I Don’t Want to Know» — демонстрирует применение двенадцатиструнной гитары и вокальных гармоний. Бакингем и Никс сочинили его под влиянием музыки Бадди Холли в 1974 году, ещё до присоединения к группе Fleetwood Mac. «Oh Daddy» была сочинена спонтанно и включает импровизационные пассажи Джона Макви и фортепианные проигрыши Кристин. Альбом заканчивается песней «Gold Dust Woman», её мелодия была вдохновлена стилем фри-джаз, и была сыграна с использованием клавесина, гитары Fender Stratocaster и инструмента добро, звук которого проходил через металлический резонатор.

## Продвижение и релиз

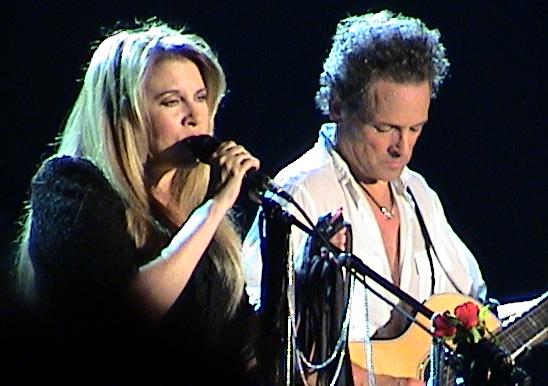
Стиви Никс и Линдси Бакингем являлись неотъемлемой частью творческой составляющей альбомов Fleetwood Mac и Rumours (2003 г.)

Осенью 1976 года, когда запись всё ещё шла полным ходом, Fleetwood Mac исполнили несколько треков из предстоящего альбома на сцене Universal Amphitheatre в Лос-Анджелесе. Джон Макви предложил название Rumours (рус. «Слухи») своим коллегам, потому что, по его ощущениям, они сочиняли «записки и дневники» друг о друге посредством своей музыки. Руководство компании Warner Bros. подтвердило информацию о выпуске пластинки в своём декабрьском пресс-релизе; в январе 1977 «Go Your Own Way» была выбрана в качестве дебютного сингла. Обширные связи, налаженные в ходе масштабной промокампании предыдущей пластинки группы — Fleetwood Mac (в 1975 году), композиции которой транслировались на десятках FM и АМ радиостанций по всей Америке, пригодились в период продвижения нового альбома. На тот момент предварительный заказ альбома в количестве 800 000 копий был крупнейшим в истории лейбла Warner Bros..
Rumours был выпущен 4 февраля 1977 года в США и неделю спустя в Великобритании. На обложке альбома изображена стилизованная фотография Флитвуда и Никс, которая была одета под стать своему сценическому образу из композиции «Rhiannon», а на заднюю сторону обложки был помещён коллаж с фотографиями музыкантов группы; все фотографии были сделаны Гербертом Уортингтоном. 28 февраля 1977 года, после нескольких репетиций в студии SIR в Лос-Анджелесе, Fleetwood Mac отправились в семимесячное турне по городам США. Никс заявляла о скептической реакции фанатов по отношению к бо́льшей части нового материала, по её мнению, первоначально публика была попросту не готова к его восприятию. После мартовского выступления на благотворительном концерте в честь сенатора Соединённых Штатов Бирча Бэя в Индиане последовал небольшой тур по Европе в апреле, музыканты выступили в Великобритании, Нидерландах, Франции и Германии. Найджел Уильямс из журнала Uncut описал эти выступления Fleetwood Mac эпитетом «самая грандиозная рок-опера». Сингл «Dreams», выпущенный в июне 1977 года, возглавил американский чарт Billboard Hot 100.

## Коммерческие показатели
Альбом имел огромный коммерческий успех и стал второй пластинкой в истории Fleetwood Mac, достигшей первой строчки чарта Billboard, после одноимённого диска 1975 года. Rumours возглавлял американский хит-парад на протяжении 31 недель (с перерывами), также он достиг верхней позиции в национальных чартах Австралии, Канады и Новой Зеландии. В мае 2011 года он вновь отметился в Billboard 200 под номером 11 и в Австралийском чарте ARIA под номером 2 благодаря использованию его песен в одном из эпизодов телесериала «Хор». Альбом получил «платиновую» сертификацию в США и Великобритании спустя несколько месяцев после релиза. Три основных трейдовых издания Америки — Billboard, Cash Box и Record World — назвали Rumours «Альбомом 1977 года». Дебютировав на седьмой строчке, Rumors возглавил UK Albums Chart в январе 1978 года, став для группы первой пластинкой № 1 в Великобритании. В феврале 1978 года альбом стал лауреатом премии «Грэмми» в номинации «Альбом года». В марте того же года продажи лонгплея превысили 10 миллионов копий по всему миру, в том числе более восьми миллионов из них — в США.
К 1980 году продажи Rumours составили 13 миллионов копий по всему миру, а к 1987 году этот показатель увеличился почти до 20 млн. К моменту воссоединительного турне Fleetwood Mac 1997 года было продано 25 миллионов дисков. К 2004 году их количество выросло до 30 миллионов, и до 40 миллионов к 2009-му. По показателям на 2014 год Rumours в общей сложности находился 522 недели в чарте UK Top 75 и занимает 14-е место в числе самых продаваемых альбомов в Великобритании, имея 11-кратную платиновую сертификацию в этой стране (эквивалент трёх миллионов проданных дисков). Запись получила «бриллиантовую» сертификацию от Ассоциации звукозаписывающей индустрии Америки с 20 миллионами проданных дисков — по этому показателю она занимает шестое место среди самых продаваемых альбомов в США.

## Отзывы критиков
| Совокупная оценка             | Совокупная оценка      |
| Источник                      | Оценка                 |
| ----------------------------- | ---------------------- |
| Metacritic                    | 99/100 (делюкс-версия) |
| Оценки критиков               |                        |
| Источник                      | Оценка                 |
| AllMusic                      | [ 61 ]                 |
| Blender                       | [ 62 ]                 |
| Christgau’s Record Guide      | A                      |
| Entertainment Weekly          | A                      |
| The Independent               | [ 65 ]                 |
| Mojo                          | [ 66 ]                 |
| Pitchfork                     | 10/10                  |
| Rolling Stone                 | [ 68 ]                 |
| The Rolling Stone Album Guide | [ 69 ]                 |
| Uncut                         | [ 70 ]                 |

Rumours получил тёплый приём от музыкальной прессы. Так, обозреватель газеты The Village Voice Роберт Кристгау поставил альбому ранг «А» и описал его как «более последовательный и более эксцентричный» по сравнению с его предшественником. Он добавил, что запись буквально «выскакивает на вас из динамиков». По мнению рецензента журнала Rolling Stone Джон Свенсона взаимодействие между тремя вокалистами было одной из самых привлекательных «изюминок» альбома. Он писал: «Несмотря на бесконечные задержки и переносы выхода пластинки, Rumours доказывает, что успех альбома Fleetwood Mac не был счастливой случайностью». В обзоре для The New York Times Джон Рокуэлл писал: «этот альбом просто восхитителен, и хочется надеяться, что общественность считает так же». Дэйв Марш из St. Petersburg Times описал материал альбома эпитетом «величественно глянцевый». Не все обзоры были столь восторженны: например, Роберт Хилбёрн описал альбом как «удручающе неровный» в своём обзоре для Los Angeles Times, а Хуан Родригес из The Gazette предположил, что, в то время как «музыка стала чётче и яснее», реализация идей Fleetwood Mac получилась «немного более запутанной». По итогам 1977 года альбом занял четвёртое место в ежегодном опросе музыкальных критиков Pazz & Jop.
В ретроспективном обзоре редактор AllMusic Стивен Томас Эрлевайн поставил альбому высший бал отметив, что, несмотря на присутствие вуайеристского элемента, запись была «беспрецедентным блокбастером» благодаря качеству музыки; он подытожил: «каждая мелодия, каждая фраза обнажает непосредственную эмоциональную силу, и именно поэтому альбом задел публику за живое сразу после издания — в 1977 году, с тех пор он вышел за рамки своей эпохи и стал одним из величайших, наиболее привлекательных поп-альбомов всех времён». По мнению Барри Уолша из Slant Magazine, Fleetwood Mac затронули скользкую тему романтических дисфункций и личных переживаний, в итоге создав высококлассную запись на все времена, а Энди Гилл из The Independent утверждал, что этот альбом, наряду с Greatest Hits группы The Eagles, «представляет собой высшую точку американской рок-культуры семидесятых, квинтэссенцию контркультурного мышления, насыщенного кокаином и гедонизмом». В 2007 году журналист Би-би-си Дэрил Исли, описывая альбом, назвал его звуковую палитру «почти идеальной», «словно тысячи ангелов целуют тебя в лоб». Патрик Маккей из Stylus Magazine заявил следующее: «В чём отличительная особенность альбома, что делает его подлинным искусством? — противоречие между его беззаботной оболочкой и трагическим содержанием. Это мелодичная, радиоформатная запись о гневе, скандалах, и расставаниях».

## Наследие
Мик Флитвуд назвал Rumours «самым важным альбомом из записанных нами», потому что его успех позволил группе заниматься творчеством ещё долгие годы. Музыкальный журналист Чак Клостерман связывает огромные продажи записи с её «действительно приятными песнями». В опросе журнала The Guardian «100 лучших альбомов всех времён», проведённом среди известных критиков, музыкантов и радио-диджеев в 1997 году, пластинка заняла 78-е место. В 1998 году вышел трибьют-альбом Legacy: A Tribute to Fleetwood Mac’s Rumours, спродюсированный самой группой. Среди музыкантов, участвовавших в записи, были альтернативные рок-группы Tonic, Matchbox 20 и Goo Goo Dolls, келтик-рок группы The Corrs и The Cranberries, авторы-исполнители Элтон Джон, Тори Эймос, Дункан Шейк и Jewel, а также хард-рок-группа Saliva и инди-рок коллектив Death Cab For Cutie.
Было время, когда к „Rumours“ относились в первую очередь как к альбому, который продавался чертовски хорошо; тем не менее, за прошедшие пять лет стало более принято классифицировать эту запись как великолепную саму по себе.
В 1998 году журнал Q поместил альбом на третье место — после London Calling The Clash и The Dark Side of the Moon Pink Floyd — в списке «50 лучших альбомов 70-х годов». В 1999 году журнал Vibe отметил Rumours в числе «100 важнейших альбомов 20-го века». В 2003 году телеканал VH1 поставил запись на 16-ю строчку в своём рейтинге «100 величайших альбомов», а музыкальное издание Slant включило запись в число «50 важнейших поп-альбомов». В том же году еженедельник USA Today поместил этот альбом на 23-ю позицию в списке «40 величайших альбомов», а журнал Rolling Stone отметил его 25-й строчкой в специальном рейтинге «500 величайших альбомов всех времен» (в аналогичном списке 2012 года альбом опустился на 26-е место) — это самый высокий показатель среди дисков Fleetwood Mac. В 2006 году журнал Time поместил его в свой список «100 лучших альбомов всех времён», а издание Mojo в список «70 альбомов из 1970-х: Десятилетие величайших альбомов». Также запись была включена в альманах «1001 Albums You Must Hear Before You Die». В 2011 году обложка альбома заняла 27-е место в списке лучших обложек всех времен по версии интернет издания Music Radar. В 2013 году обозреватель издания Pitchfork Media Джессика Хоппер поставила альбому 10 баллов из 10, это был лучший показатель среди переизданий классических альбомов.

## Список композиций
| №  | Название                 | Автор(ы)        | Основной вокал  | Длительность |
| -- | ------------------------ | --------------- | --------------- | ------------ |
| 1. | «Second Hand News»       | Линдси Бакингем | Линдси Бакингем | 2:53         |
| 2. | «Dreams»                 | Стиви Никс      | Стиви Никс      | 4:14         |
| 3. | «Never Going Back Again» | Линдси Бакингем | Линдси Бакингем | 2:15         |
| 4. | «Don't Stop»             | Кристин Макви   | Бакингем, Макви | 3:12         |
| 5. | «Go Your Own Way»        | Линдси Бакингем | Линдси Бакингем | 3:38         |
| 6. | «Songbird»               | Кристин Макви   | Кристин Макви   | 3:21         |

| №   | Название               | Автор(ы)                                          | Основной вокал           | Длительность |
| --- | ---------------------- | ------------------------------------------------- | ------------------------ | ------------ |
| 7.  | «The Chain»            | Бакингем, Мик Флитвуд, К. Макви, Джон Макви, Никс | Бакингем, К. Макви, Никс | 4:31         |
| 8.  | «You Make Loving Fun»  | Кристин Макви                                     | Кристин Макви            | 3:31         |
| 9.  | «I Don't Want To Know» | Стиви Никс                                        | Никс, Бакингем           | 3:15         |
| 10. | «Oh Daddy»             | Кристин Макви                                     | Кристин Макви            | 3:58         |
| 11. | «Gold Dust Woman»      | Стиви Никс                                        | Стиви Никс               | 5:02         |

### Аудиокассета
В первых изданиях на аудиокассетах фигурирует различие в порядке композиций, так песни «Second Hand News» и «I Don’t Want to Know» были поменяны местами.

### Композиция «Silver Springs»
Песня «Silver Springs» (4:48) была сочинена Стиви Никс и записана во время оригинальных сессий, музыканты собирались включить её в альбом, но в итоге она была издана на би-сайде композиции «Go Your Own Way». В более поздних версиях альбома она всё же была восстановлена в трек-листе.

### Переиздание 2001 года
В 2001 году была выпущена DVD-Audio версия Rumours, содержащая композицию «Silver Springs» (6-й трек). В новой версии альбома был слегка изменён порядок композиций — песню «Songbird» переместили на 12-ю дорожку. Среди новшеств DVD-версии альбома были короткие аудио-интервью с участниками коллектива: они рассказывали о создании каждой песни в отдельности.

### Переиздание 2004 года
В 2004 году лейбл Warner Bros. выпустил ремастеринговую версию пластинки. Эта версия альбома также содержала песню «Silver Springs» (её поместили между треками «Songbird» и «The Chain»). Также среди новшеств был обновлённый буклет с дополнительным фотографиями и подробной информацией. Позже фирма Rhino Entertainment выпустила этот диск в сочетании с бонусным материалом: демоверсиями, черновыми версиями и невошедшим материалом.

### Переиздание 2013 года
В трёхдисковом переиздании 2013 года был восстановлен оригинальный порядок композиций — трек «Silver Springs» идёт после «Gold Dust Woman». Второй диск содержит концертные версии песен, записанные во время турне 1977 года (восемь песен из оригинального альбома плюс три из его предшественника — Fleetwood Mac). Третий диск содержит демоверсии, инструментальные версии и черновые версии композиций пластинки. Deluxe Edition также содержит второй диск из переиздания 2004 года — документальный фильм The Rosebud Film (1977) и оригинальный альбом в формате грампластинки.

## Чарты и сертификация
| Чарт (1977—1978) | Позиция |
| ---------------- | ------- |
| Австралия        | 1       |
| Австрия          | 25      |
| Великобритания   | 1       |
| Канада           | 1       |
| Нидерланды       | 1       |
| Новая Зеландия   | 1       |
| Норвегия         | 17      |
| США              | 1       |
| Швеция           | 19      |
| ЮАР              | 1       |

| Хит-парад (1977)             | Позиция |
| ---------------------------- | ------- |
| Великобритания (Gallup Poll) | 5       |
| Хит-парад (1980)             | Позиция |
| Великобритания (Gallup Poll) | 64      |

| Песня                 | Позиция | Позиция    |
| Песня                 | UK      | US Hot 100 |
| --------------------- | ------- | ---------- |
| «Go Your Own Way»     | 38      | 10         |
| «Don’t Stop»          | 32      | 3          |
| «Dreams»              | 24      | 1          |
| «You Make Loving Fun» | 45      | 9          |

| Регион | Сертификация     | Продажи     |
| --- | ---------------- | ----------- |
| Австралия (ARIA) | 13× Платиновый   | 910 000^    |
| Канада (Music Canada) | 2× Бриллиантовый | 2 000 000^  |
| Франция (SNEP) | Платиновый       | 265,900     |
| Германия (BVMI) | 5× Золотой       | 1 250 000^  |
| Гонконг (IFPI Hong Kong)                                                                                                 | Платиновый       | 15,000*     |
| Новая Зеландия (RMNZ) | 13× Платиновый   | 195 000^    |
| Испания (PROMUSICAE) | Золотой          | 50 000^     |
| Великобритания (BPI) | 11× Платиновый   | 3 300 000^  |
| США (RIAA) | 2× Бриллиантовый | 20 000 000^ |
| * Данные о продажах приведены только на основе сертификации. ^ Данные о тиражах приведены только на основе сертификации. |                  |             |

## Участники записи
| Fleetwood Mac - Линдси Бакингем — гитара, добро, бас-гитара, перкуссия, вокал, продюсер - Мик Флитвуд — ударные, перкуссия, хлопки, продюсер - Кристин Макви — клавишные, пианино, орган Хаммонда, клавинет, вокал, продюсер - Джон Макви — бас-гитара, продюсер - Стиви Никс — вокал, тамбурин, производство, продюсер | Другие участники - Кен Калле — продюсер, инженер, мастеринг - Ричард Дашет — продюсер, инженер - Крис Моррис — ассистент инженера - Кен Перри — мастеринг - Чарли Уоттс — мастеринг | Обложка альбома - Дезмонд Стробель — дизайн - Лэрри Вигон — каллиграфия - Герберт Вортингтон — фотография |

### Документальный фильм
- Fleetwood Mac; Ken Caillat; Richard Dashut (2004). Classic Albums – Fleetwood Mac: Rumours (DVD) (англ.). Eagle Rock Entertainment.